# Ferdinand Foch
Ferdinand Foch, född 2 oktober 1851 i Tarbes i Hautes-Pyrénées, död 20 mars 1929 i Paris, var en fransk militär; general 1907, generalstabschef 1917, marskalk av Frankrike 1918, Polen och Storbritannien.

## Militär karriär
Foch blev officer vid artilleriet 1873, överste och regementschef 1903, brigadgeneral 1907 samt divisionsgeneral 1911. Foch vann tidigt inträde i generalstaben och var 1895–1903 lärare i tillämpad taktik vid École supérieure de guerre och 1907–1911 chef för nämnda högskola. 1912 blev Foch chef för 8:e och 1913 för 20:e armékåren, vilket befäl han innehade vid krigsutbrottet 1914.
Ferdinand Foch erhöll omedelbart före Marneslaget i september 1914 befälet över den nybildade 9:e armén, som insattes mellan 4:e och 5:e arméerna i frontlinjens mitt och lyckades den 9 september vid Fère-Champenoise och Saint-Gond hejda tyskarnas framryckning. Efter att i oktober samma år tillsammans med den brittiska armén i Flandern framgångsrikt ha motstått tyskarnas anfall blev Foch i juni 1915 chef för norra armégruppen och ledde denna under Sommeoffensiven. 1916 utnämndes han till marskalk av Frankrike. Foch, som i oktober 1916 nådde pensionsåldern och av de styrande i Frankrike på grund av sin ålder och kanske även sina klerikala åsikter inte ansågs böra komma i fråga för generalstabschefsposten, placerades istället som chef för Bureau d'études des grandes questions interalliées men kallades 15 maj 1917 till den nu lediga befattningen som generalstabschef efter Philippe Pétain.
Foch utnämndes till överbefälhavare för samtliga allierade stridskrafter på västfronten från april 1918 och ledde de allierades motoffensiv i juli samma år, vilket kom att resultera i förhandlingar om vapenstillestånd. Han hade som inställning vid fredsförhandlingarna i Versailles att Tyskland aldrig mer skulle tillåtas hota Frankrike militärt och var inte nöjd med resultatet varefter han profetiskt uttryckte att "Det här är ingen fred utan ett vapenstillestånd i 20 år".
"Hårt pressad på min högra flank. Min center viker tillbaka. Omöjligt att manövrera. Situationen utmärkt. Jag anfaller." Detta skrevs av en av Fochs mer kreativa stabsofficerare. Han skrev om Fochs direktiv och skickade det till högkvarteret. Direktivet gjorde Foch berömd i hela Frankrike.
Han var en man med enorm energi och intellektuell skärpa men betraktades felaktigt som talesman för "anfall till varje pris"-skolan. Hans karriär hejdades när Joseph Joffre avlägsnades den 15 december 1916, men han kom tillbaka som stabschef för franska armén efter fiaskot för Nivelles offensiv i maj 1917. 1918 blev han allierad överbefälhavare i allt utom till namnet, en utnämning som understöddes av Haig. Han tog emot den tyska kapitulationen i Compiègne den 11 november 1918.
Efter vapenstilleståndets inträdande var Foch ordförande i vapenstilleståndskommissionen och motsatte sig under fredsförhandlingarna energiskt alla lättnader för Tyskland. 1919 blev han medlem av Conseil supérieur de guerre och arbetade med stöd av Raymond Poincaré på att genomdriva en bestående ockupation av Rhenstranden, och som teknisk militär rådgivare åt de allierade regeringarna fordrade han Tysklands så gott som fullständiga avväpning. Han var under hela sin återstående livstid en bestämd motståndare till alla eftergifter åt Tyskland och försökte i det längsta hindra ockupationsområdets utrymmande. När Foch 20 mars 1929 avled bisattes hans stoft under stora högtidligheter i Invaliddomen bredvid Henri de la Tour d'Auvergne de Turenne och erhöll därmed den sista lediga platsen i denna byggnad.
Foch var från 1919 medlem av Franska akademin. Foch har utgivit Des principes de la guerre (1903), De la conduite de la guerre (1904) och La bataille de Laon (1921). Fochs Préceptes et jugements utgavs 1929 av Alphonse Louis Grasset, hans Mémoires i två band 1931.